# Parc de l'Hospital
El parc de l'Hospital és un jardí municipal de València, al barri de Sant Francesc en Ciutat Vella. Ocupa una superfície de poc més de 22.000 metres² i està protegit com a Bé d'Interès Cultural (BIC) en el conjunt de l'Hospital Vell i l'Ermita de Santa Llúcia, dos edificacions històriques que s'integren dins del parc. A més a més també hi podem trobar el Museu Valencià de la Il·lustració i de la Modernitat (MuVIM).
El parc té forma de triangle, limitat al sud i oest pel carrer de Guillem de Castro, a l'est pel carrer de Quevedo, i al nord pel carrer de l'Hospital. Es troba al límit sud-oest del barri de Sant Francesc a tocar amb el de Velluters, també al districte de Ciutat Vella, i el d'Arrancapins, a Extramurs.

## Origen
El parc naix dels històrics horts i jardins de l'antic Hospital dels Pobres Innocents, datat en el segle xv, que ha deixat diversos elements històrics dins el recinte, com el portal gòtic del primitiu Hospital, les columnes renaixentistes de la infermeria enderrocada i l'ermita de Santa Llúcia, on es venera aquesta màrtir, segons diu al rètol, des del 1381.
En els terrenys que ocupa ara el parc de l'Hospital, a més dels edificis esmentats i que encara es conserven, també es van situar diverses estances i edificacions associades a l'Hospital, l'Església de l'Hospital i l'antiga Facultat de Medicina, tots assolats als anys 60 del segle xx. D'aquest darrer edifici només resta en peu la porta d'accés a la facultat en forma de tres arcs de mig punt en pedra recolzats en pilars, que sustenten un entaulament de rajola en els carcanyols de la qual trobem quatre medallons que representen a Andreu Piquer, Crisóstomo Martinez, Hipòcrates i Abens Chol Chol, totes elles figures lligades al món de la medicina. En el cas d'Hipòcrates, figura a més el seu lloc i any de naixement, l'illa de Cos en el 460 aC. En segon pla la figura sedent en pedra d'Esclepi (déu grec de la Medicina) obra del valencià José Aixá Iñigo. L'estructura portant de la façana es complementa amb la presència d'una potent estructura d'acer de metall que ajuda a la sostenibilitat de l'estructura.

## Reforma
L'any 2009 l'Ajuntament i la Diputació de València decideixen reordenar el parc i encarreguen a l'arquitecte sevillà Guillermo Vázquez Consuegra una obra que va finalitzar l'any 2012. L'objectiu d'aquesta reforma era reordenar i posar en valor les restes dels edificis enderrocats als anys 60 corresponents a l'Antic Hospital i que d'ençà romanien dispersos pel parc. El resultat va ser l'anomenat Jardí Arqueològic, on a través de prestatgeries es depositen capitells, fusts i bases de l'Antic Hospital trobats durant les excavacions realitzades, mentre que les columnes que es mantenien en peu s'han col·locat com a element decoratiu.
Durant les reformes també es trobà part de l'antiga canalització de la séquia de Favara, que regava els horts i abastia d'aigua aquesta part de la ciutat. També s'han trobat restes humanes corresponents al cementiri que es situava entre l'ermita de Santa Llúcia i la capella del Capitulet, així com les restes de l'antiga església de l'Hospital, que va ser enderrocada també als anys 60.

## Elements decoratius
El parc té dues zones ben definides: una part de terra empedrada o de lloses, al voltant del MUVIM, i una altra de jardí. Aquest cobreix uns terrenys reduïts situats a l'oest de l'edifici que és ara la biblioteca. Molt del parc és cobert amb grava i no pas amb gespa, però. Açò és alleujat per la presència de molts arbres —alguns de monumentals— i en especial, de moltes palmeres.
Potser un aspecte interessant del parc són els dos portals monumentals que hi donen accés des del carrer de l'Hospital. El primer es correspon amb l'antiga porta gòtica de l'Hospital Vell i inclou una teulada de fusta i teules i una marededeu a sobre de l'arc gòtic; el segon és més senzill i hi porta inscrites les paraules «Hospital Provincial». Des del carrer de Guillem de Castro l'única porta és l'esmentada porta de l'antiga Facultat de Medicina.

Distribuïdes pel parc podem trobar diverses escultures com una estàtua del Guerrer de Moixent, la troballa més significants de la cultura ibera al País Valencià; també l'escultura del valencià Ramón de Soto Arándiga A la Mar Mediterrània Fecunda o el monument a Nicolau Primitiu instal·lat l'any 1979 per la Diputació.

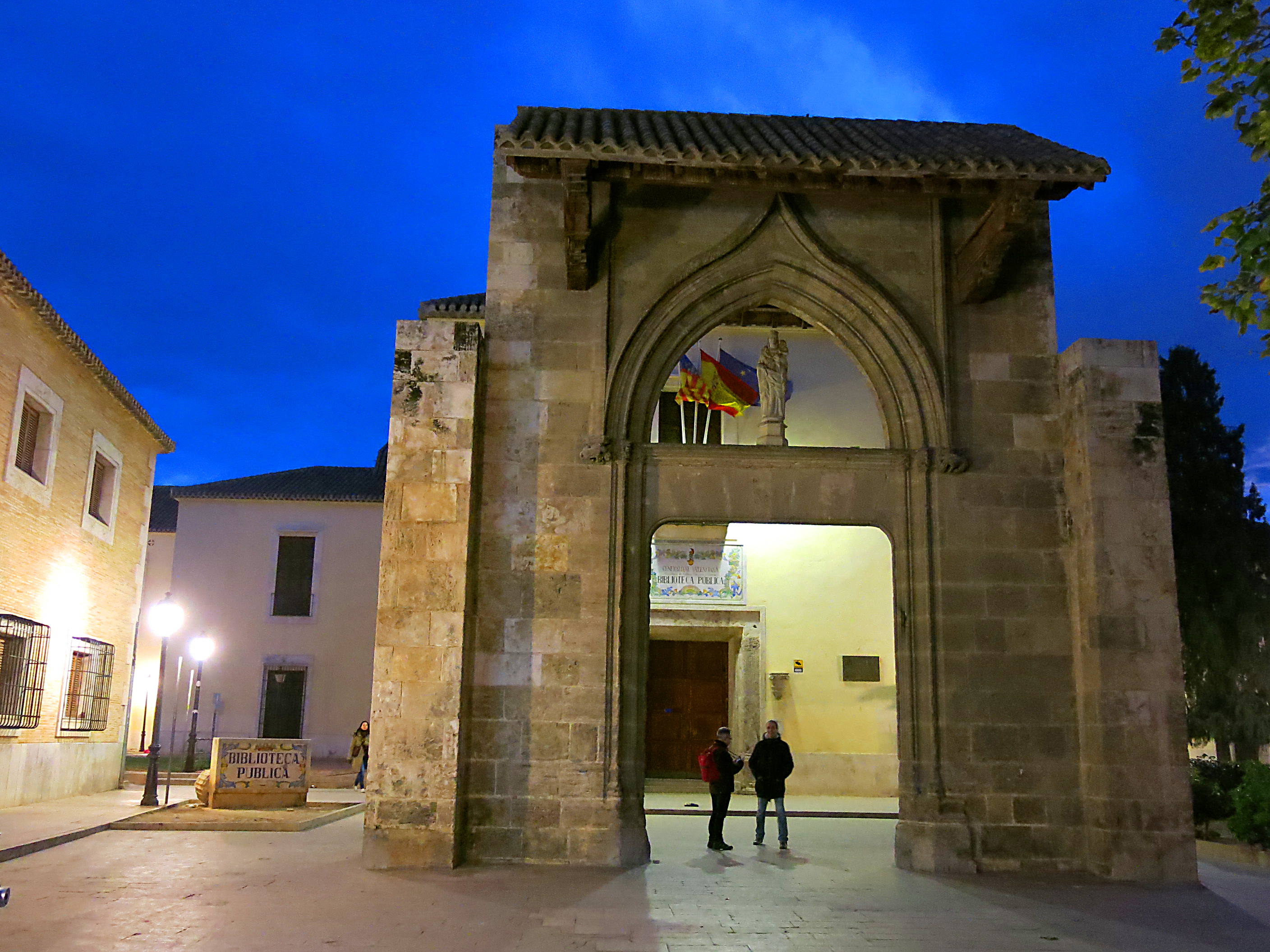
Porta gòtica de l'Antic Hospital
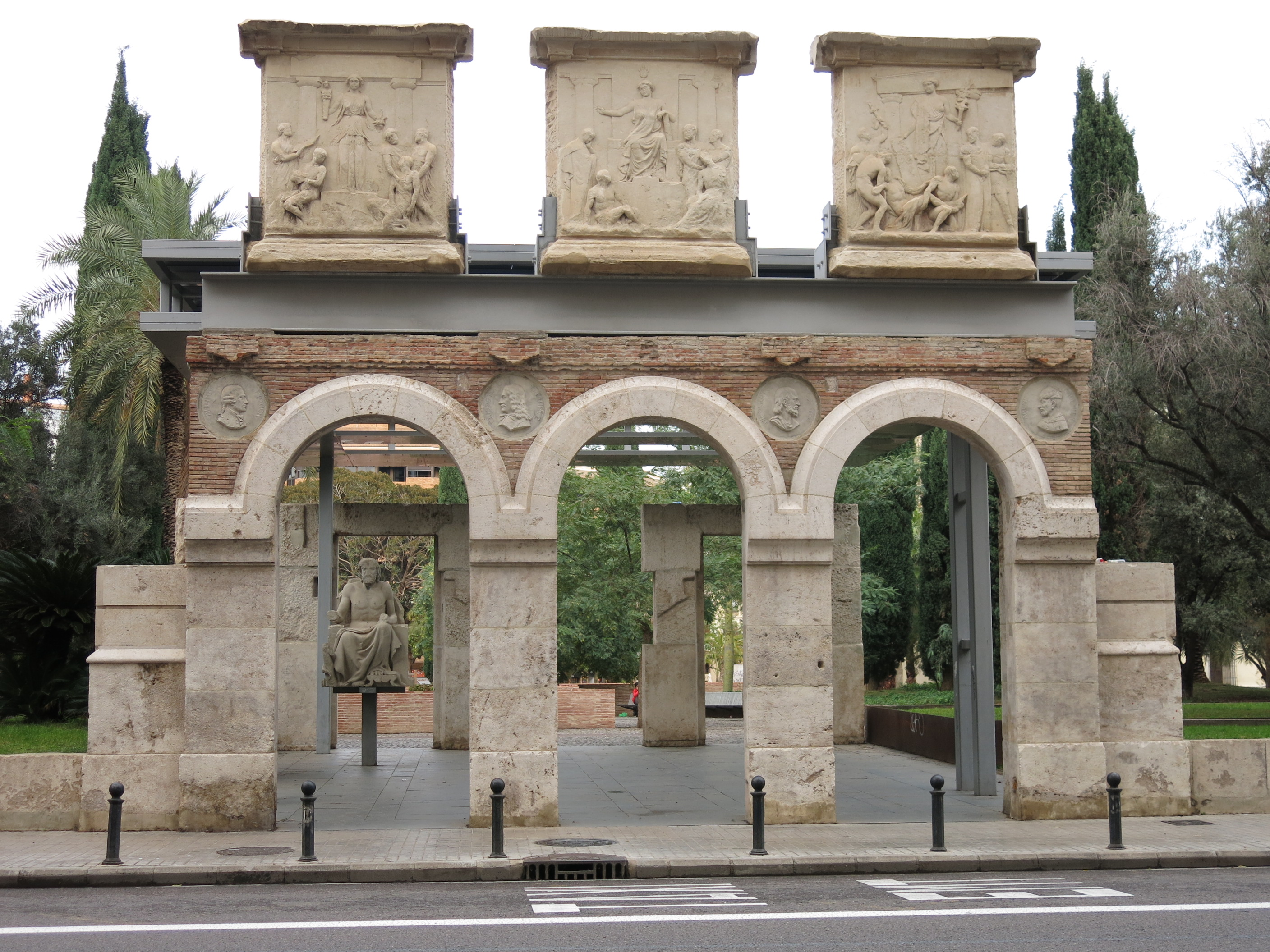
Porta de l'antiga Facultat de Medicina
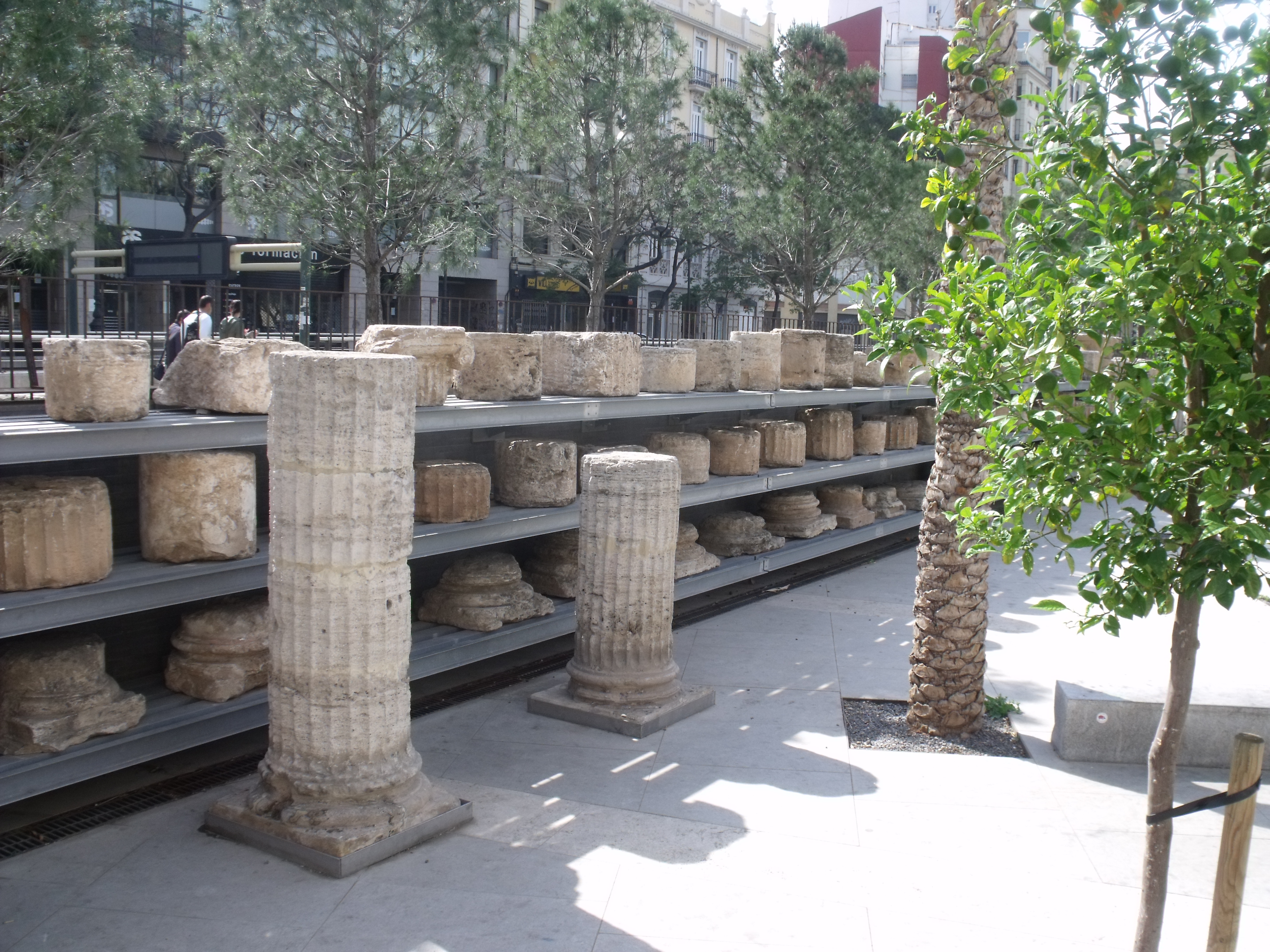
Jardí Arqueològic
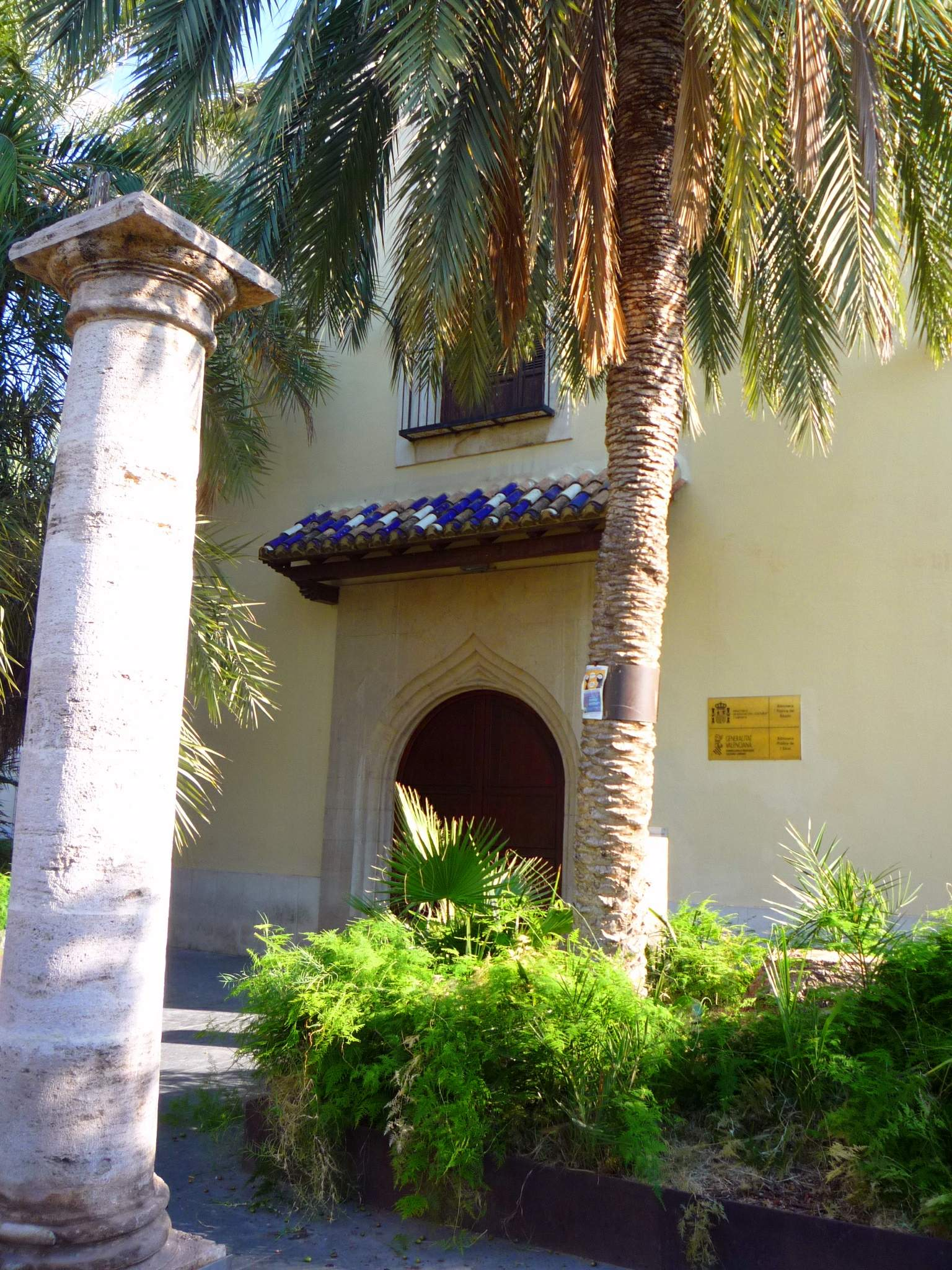
Capella del Capitulet
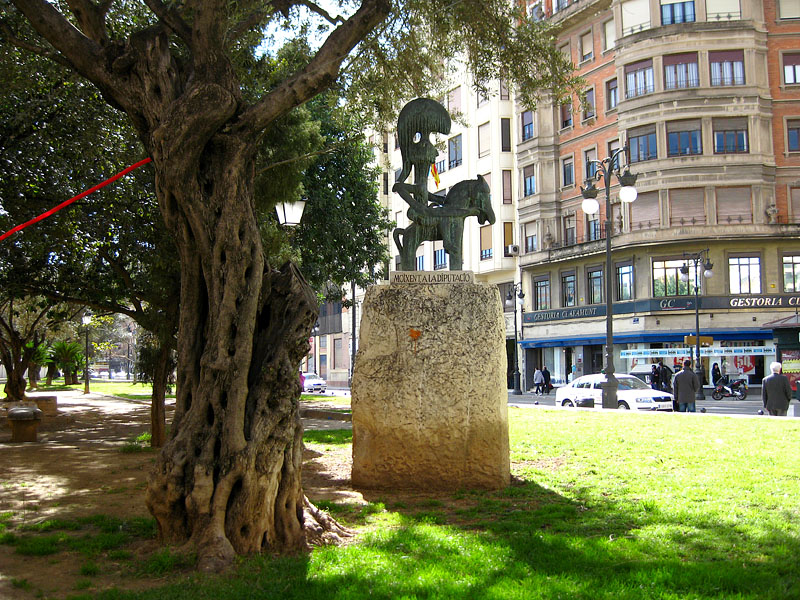
Estàtua del Guerrer de Moixent

## Equipaments públics
Els edificis que quedaren dempeus de l'Antic Hospital foren ocupats per la Biblioteca Pública l'any 1979, integrada en la Red de Bibliotecas Públicas del Estado i la Xarxa de Biblioteques Públiques de la Generalitat Valenciana, i en l'edifici de la farmàcia actualment s'ubica la seu de l'Institut Valencià de la Joventut (IVAJ).
Un edifici de construcció contemporània ubicat entre la Biblioteca i la seu de l'IVAJ és ocupat pel Centre d'Artesania de la Comunitat Valenciana, i la darrera construcció ha estat la del Museu Valencià de la Il·lustració i de la Modernitat (MuVIM).

## Transport
Molt a prop hi ha l'estació d'Àngel Guimerà, al carrer homònim, i el parc és servit per les línies 5, 9, 11, 27, 60, 61, 62, 70, 71, 72 d'autobús i els nitbús N4 i N6 de l'EMT de València.